# Varsjön, Västergötland
Varsjön är en sjö i Alingsås kommun i Västergötland och ingår i Göta älvs huvudavrinningsområde. Sjön är 9,3 meter djup, har en yta på 0,0822 kvadratkilometer och befinner sig 143,2 meter över havet.

## Delavrinningsområde
Varsjön ingår i det delavrinningsområde (644015-130610) som SMHI kallar för Utloppet av Anten. Medelhöjden är 113 meter över havet och ytan är 116,88 kvadratkilometer. Räknas de 5 avrinningsområdena uppströms in blir den ackumulerade arean 216,7 kvadratkilometer. Mellbyån som avvattnar avrinningsområdet har biflödesordning 3, vilket innebär att vattnet flödar genom totalt 3 vattendrag innan det når havet efter 62 kilometer. Avrinningsområdet består mestadels av skog (57 %) och jordbruk (13 %). Avrinningsområdet har 19,86 kvadratkilometer vattenytor vilket ger det en sjöprocent på 17 %. Bebyggelsen i området täcker en yta av 0,61 kvadratkilometer eller 1 % av avrinningsområdet.